# Valmitika
Valmitika (în gracă: Βαλιμίτικα) este un sat în Grecia în prefectura Ahaia. El este situat la 5 kilometri de Aegion.